# Lorscher Bienensegen

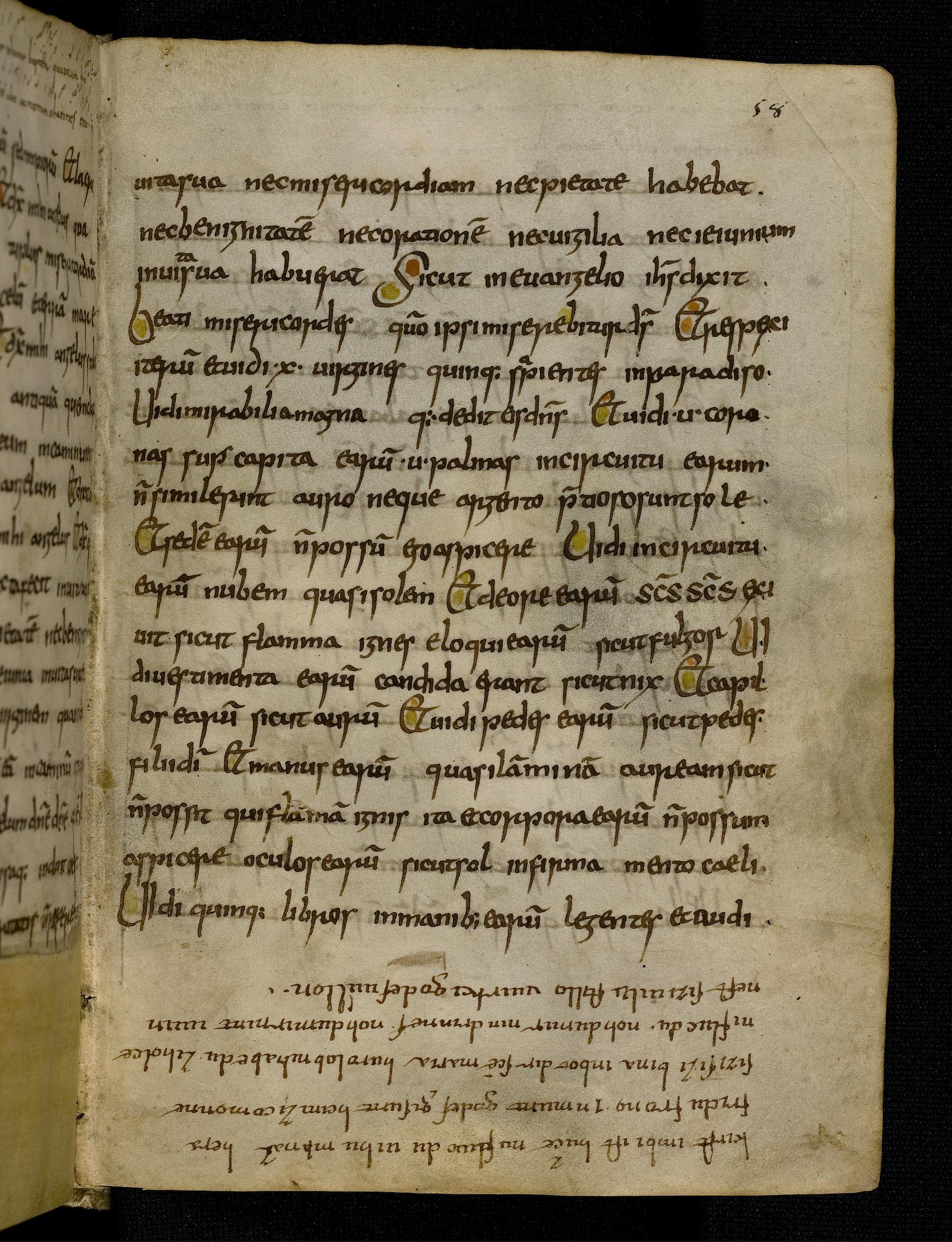
Handschrift Città del Vaticano, Biblioteca Apostolica Vaticana, Pal. lat. 220, fol. 58r, unten kopfüber fünfzeilig nachgetragen der Lorscher Bienensegen

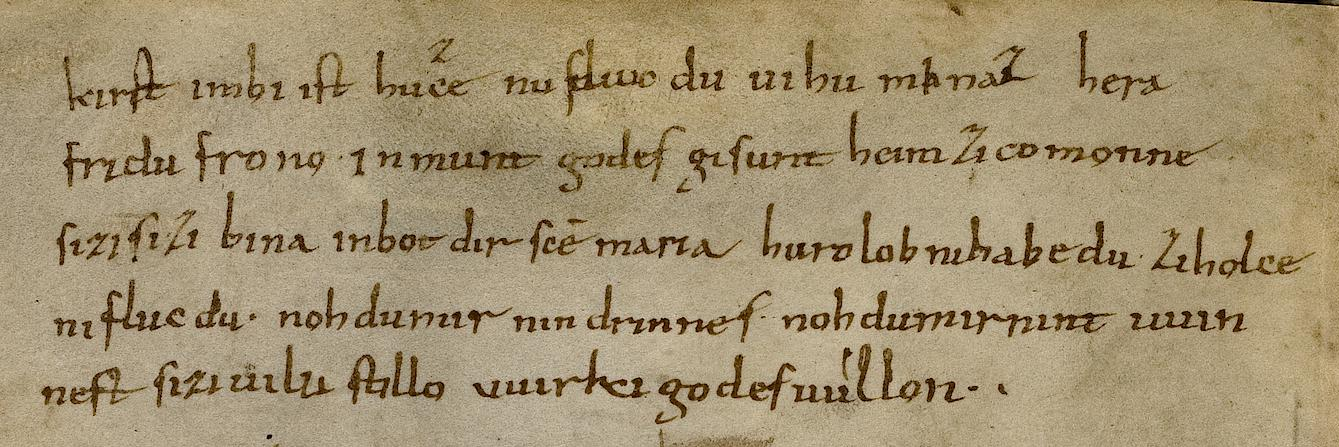
Lorscher Bienensegen, gedrehter Detailausschnitt der Handschrift

Der Lorscher Bienensegen gehört zu den ältesten gereimten Dichtungen in deutscher Sprache. Der althochdeutsche Bienensegen wurde im 10. Jahrhundert kopfüber an den unteren Rand einer Seite der apokryphen  Visio St. Pauli aus dem frühen 9. Jahrhundert geschrieben. Das Manuskript entstand im mittel- oder oberrheinischen Raum und wurde ab etwa 900 im Kloster Lorsch aufbewahrt; dort dürfte der Eintrag des Bienensegens im 10. Jahrhundert erfolgt sein. Im 16. Jahrhundert gelangte die Handschrift in die Bibliotheca Palatina in Heidelberg. Seit 1623 wird sie in der Biblioteca Apostolica Vaticana unter der Signatur Codex Pal(atinus) lat(inus) 220 aufbewahrt. Der Bienensegen findet sich dort als kopfüber stehender Nachtrag auf der Freifläche unterhalb des Textspiegels auf Fol. 58r.
Der Spruch sollte vermutlich ein schwärmendes Bienenvolk an einen Bienenstock zurückrufen. Englische Linguisten haben Ähnlichkeiten mit dem altenglischen Bienensegen Charm wiþ ymbe festgestellt.

## Text
| Kirst, imbi ist hûcze Nû fliuc dû, vihu mînaz, hera Fridu frôno in munt godes gisunt heim zi comonne Sizi, sizi, bîna Inbôt dir sancte Maria Hurolob ni habe dû Zi holce ni flûc dû Noh dû mir nindrinnês Noh dû mir nintuuinnêst Sizi vilu stillo Uuirki godes uuillon | Christus! das Bienenvolk ist ausgeschwärmt! Nun fliegt, meine Tiere, (wieder) her, damit ihr im Frieden des Herrn, in Gottes Schutz gesund heimkommt! Sitz, sitz, Biene! Das hat dir die heilige Maria befohlen: du sollst keine Erlaubnis haben, in den Wald zu fliegen, du sollst mir weder entwischen noch entweichen! Sitz ganz still und tu, was Gott will! |

(Übersetzung von Horst Dieter Schlosser.)